# Australopithecus garhi
Australopithecus garhi ist eine Art der ausgestorbenen Gattung Australopithecus aus der Familie der Menschenaffen, die vor etwa 2,5 Millionen Jahren im Gebiet des heutigen Äthiopien lebte. In welcher Nähe Australopithecus garhi zu den unmittelbaren Vorfahren der Gattung Homo und damit des Menschen steht, ist ungeklärt.

## Namensgebung
Die Bezeichnung der Gattung Australopithecus ist abgeleitet von lat. australis („südlich“) und griechisch πίθηκος, altgr. ausgesprochen píthēkos („Affe“). Das Epitheton garhi entstammt der Afar-Sprache und bedeutet „Erstaunen, Überraschung“. Australopithecus garhi bedeutet also ungefähr „der überraschende südliche Affe“.

## Erstbeschreibung
Die Erstbeschreibung von Australopithecus garhi wurde 1999 von einer Paläontologen-Gruppe um Berhane Asfaw und Tim White veröffentlicht. Holotypus von Australopithecus garhi ist ein fragmentarisch erhaltener Schädel mit relativ großen Backenzähnen (Inventarnummer BOU-VP-12/130), der am 20. November 1997 von Yohannes Haile-Selassie bei Aramis im Afar-Dreieck, westlich des heutigen Awash am östlichen Rand der Halbinsel Bouri, entdeckt wurde. Erhalten sind große Teile von Stirnbein und Scheitelbein sowie der Oberkiefer mit fast kompletter Bezahnung. Aufbewahrt wird das Typusexemplar im Nationalmuseum von Äthiopien in Addis Abeba.
In die Erstbeschreibung der Art wurden weitere Fossilien aus der gleichen Region einbezogen, darunter weitere Schädelfragmente, Oberarmknochen, Fingerknochen und ein bezahnter Unterkiefer (BOU-VP-17/1). Erwähnt wurden ferner diverse Funde gleich alter homininer Fossilien aus den Jahren 1990 und 1996 bis 1998. Diese Funde deuten auf Individuen hin, die ein dem Menschen ähnliches Verhältnis von Oberschenkel- zu Unterschenkellänge und ein affenähnliches Verhältnis von Oberarmlänge zu Unterarmlänge aufwiesen. Die Zuordnung dieser Knochenfunde zu den sogenannten „grazilen Australopithecinen“ – zu denen auch Australopithecus anamensis, Australopithecus afarensis, und Australopithecus africanus gerechnet werden – wurde als gesichert angesehen, ihre Zugehörigkeit zu einer bestimmten Art wurde allerdings offengelassen. Da die Zugehörigkeit dieser Knochenfunde zur Art des Typusexemplars zwar wahrscheinlich sei, aber nicht eindeutig abgesichert, stützten sich die Autoren bei der Erstbeschreibung ausschließlich auf den Schädel BOU-VP-12/130.
Das Innenvolumen des Schädels wurde in der Erstbeschreibung mit zirka 450 cm3 angegeben; zum Vergleich: ein Schimpansen-Gehirn ist ungefähr 400 cm3, das des modernen Menschen ungefähr 1400 cm3 groß. Die Erdschichten, aus denen der Schädel durch natürliche Erosion freigelegt worden war, wurden mit Hilfe der Argon-Argon-Methode auf ein Alter von 2,5 Millionen Jahren datiert.

## Habitat
Das Habitat von Australopithecus garhi wurde in einer parallel zur Erstbeschreibung erschienenen Studie beschrieben. Demnach gab es vor 2,5 Millionen Jahren in der Afar-Region eine  Landschaft, die aus Savannen und Frischwasser-Seen bestand. Erwähnt wird in der Studie ebenfalls, dass in den Erdschichten dieser Region, aus denen die Knochen geborgen wurden, Anhaltspunkte für den Gebrauch von ersten Steinwerkzeugen entdeckt wurden. Ob diese Anhaltspunkte – mutmaßliche Schnittspuren an Tierknochen – mit Australopithecus garhi in Verbindung gebracht werden können, ist aber unklar.

## Klassifikation
Die großen Backenzähne und das relativ geringe Hirnvolumen sprechen den Autoren der Erstbeschreibung zufolge für eine Einordnung des Fossilien in das Taxon Australopithecus. In der Erstbeschreibung heißt es ferner, Australopithecus garhi stamme von Australopithecus afarensis ab und sei ein möglicher Vorfahre der frühesten Vertreter der Gattung Homo; das bisher älteste der Gattung Homo zugeordnete Fossil, der von Friedemann Schrenk entdeckte Unterkiefer eines Homo rudolfensis (Inventarnummer UR 501), wurde auf ein Alter von 2,4 Millionen Jahre datiert. Die Autoren verweisen allerdings darauf, dass Australopithecus garhi zeitlich und vom Körperbau her den frühen Vertretern der Gattung Homo so nahe stehe, dass – wenn weitere Funde hinzugekommen sind – die Art sogar Homo zugeordnet werden könnte.
Möglicherweise gehört aber das Fossil BOU-VP-12/130 – das Typusexemplar von Australopithecus garhi – zum gleichen Formenkreis wie die zu Paranthropus aethiopicus gestellten Fossilien; hierauf weisen gemeinsame Merkmale der entdeckten Unterkiefer hin. Sollte dies der Fall sein, müssten die als Australopithecus garhi ausgewiesenen Fossilien umbenannt und als Paranthropus aethiopicus bezeichnet werden.
Kritisiert wurde auch, dass die Variationsbreite von Australopithecus africanus so groß sei, dass es keine Merkmale gebe, „die A. africanus zweifelsfrei von A. garhi unterscheiden.“ Die Entfernung beider Arten von 40 Breitengraden spreche zwar einerseits für die Einordnung der jeweiligen Funde in eine eigene Art; andererseits war Australopithecus africanus „möglicherweise ebenso weit verbreitet, wie es für die verschiedenen Pavianarten typisch ist.“

## Belege
1. ↑  Berhane Asfaw, Tim White, C. Owen Lovejoy, Bruce Latimer, Scott Simpson, Gen Suwa: Australopithecus garhi: A New Species of Hominid From Ethiopia. In: Science. Band 284, 1999, S. 629–635, doi:10.1126/science.284.5414.629 und als Volltext (Memento vom 22. Mai 2009 im Internet Archive)
2. ↑  In der 1999 veröffentlichten Studie von Asfaw et al. war die Inventarnummer versehentlich als ARA-VP-12/130 ausgewiesen worden; ARA steht für Aramis, BOU für die Fundstelle Bouri.
3. ↑  Jean de Heinzelin et al.: Environment and Behavior of 2.5-Million-Year-Old Bouri Hominids. Science 284 vom 23. April 1999, S. 625–629, doi:10.1126/science.284.5414.625, vergl. die Übersicht hier (Memento vom 20. Januar 2009 im Internet Archive) und hier
4. ↑  Bernard Wood, Nicholas Lonergan: The hominin fossil record: taxa, grades and clades. In: Journal of Anatomy. Band 212, Nr. 4, 2008, S. 359, doi:10.1111/j.1469-7580.2008.00871.x, Volltext (PDF; 292 kB) (Memento vom 29. Oktober 2013 im Internet Archive)
5. ↑  Gary J. Sawyer, Viktor Deak: Der lange Weg zum Menschen. Lebensbilder aus 7 Millionen Jahren Evolution. Spektrum Akademischer Verlag, Heidelberg 2008, ISBN 978-3827419156, S. 58.